# Academia Militară (stație de metrou)
Academia Militară este o stație de pe magistrala M5 a metroului bucureștean. De aici au plecat cele două TBM-uri pentru construirea magistralei.